# ملوگورا
ملوگورا (به لاتین: Melogora) یک منطقهٔ مسکونی در روسیه است که در استان آرخانگلسک واقع شده‌است.